# Copestylum correctum
Copestylum correctum är en tvåvingeart som först beskrevs av Charles Howard Curran 1927.  Copestylum correctum ingår i släktet Copestylum och familjen blomflugor. Inga underarter finns listade i Catalogue of Life.